# Lingua nivkh
La lingua nivkh (Нивхгу диф Nivxgu dif), detta anche Gilyak  o Ghiliaco, è una lingua paleosiberiana parlata da circa 1.000 persone nella regione russa della Manciuria settentrionale (alla foce del fiume Amur) e sull'isola di Sachalin.

## Grammatica
La grammatica della lingua nivkh è molto sintetica. Possiede un sistema di casi e altri marcatori grammaticali, ma manca di genere. L'ordine delle parole è di tipo Soggetto Oggetto Verbo. Una caratteristica della lingua è che le proposizioni e le posposizioni vengono unite alla parola alla quale sono riferite. Una singola parola potrebbe essere un insieme di nomi, verbi e altre parti del discorso che indicano un significato in particolare.

## Ortografia
| А а   | Б б   | В в | Г г | Ӷ ӷ | Ғ ғ   | Ӻ ӻ | Д д   |
| Е е   | Ё ё   | Ж ж | З з | И и | Й й   | К к | К' к' |
| Ӄ ӄ   | Ӄ' ӄ' | Л л | М м | Н н | Ӈ ӈ   | О о | П п   |
| П' п' | Р р   | Р̌ р̌ | С с | Т т | Т' т' | У у | Ф ф   |
| Х х   | Ӽ ӽ   | Ӿ ӿ | Ц ц | Ч ч | Ч' ч' | Ш ш | Щ щ   |
| Ъ ъ   | Ы ы   | Ь ь | Э э | Ю ю | Я я   |     |       |